# Володарський Віктор Володимирович
Віктор Володимирович Волода́рський (нар. 16 травня 1960, Дніпропетровськ) — український художник; член Луганської організації Спілки художників України з 1994 року.

## Біографія
Народився 16 травня 1960 року у місті Дніпропетровську (нині Дніпро, Україна). 1985 року закінчив Харківський художньо-промисловий інститут, де навчався зокрема у Євгена Бикова, Олександра Проніна.
Жив у Луганську, в будинку на вулиці 1-шій Слов'янській, № 116, квартира № 25. Виїхав до Німеччини.

## Творчість
Працює в галузі станкового живопису, монументально-декоративного мистецтва. Серед робіт:
- «До знань» (1987);
- «Очікування» (1988);
- «Передчуття Троянської війни» (1990);
- «Викрадення Європи» (1994);
- триптих «Греція» (1998);
- «Дитячі забави» (1999).